# عبد العزيز علي عبد الوهاب المطوع
عبد العزيز علي عبد الوهاب المطوع، ولد عام 1328هـ/ أكتوبر 1910م، تاجر ومؤسس أول تنظيم لجماعة الأخوان المسلمين في الكويت.

## نشأته
ولد عبد العزيز علي عبد الوهاب المطوع عام 1328هـ في أكتوبر 1910م، وهو من قبيلة السهول. تلقى تعليمه في المدرسة الأحمدية وقد تخرج من المدرسة وعمره 11 عامًا وكان ترتيبه الأول على المدرسة. نشأ نشأة دينية وأدبية.

## حياته
رافق عبد العزيز المطوع عددًا كبيرًا من رجالات الكويت المعروفين وساهم في تحسين التعليم في الكويت. كما كان عضوًا بمجلس المعارف في عهد الشيخ عبدالله الجابر الصباح، وعضوا في المجلس البلدي سنة 1951-1954م.
في عام 1947 أسس عبد العزيز العلي المطوع، أولى خلايا جماعة الإخوان المسلمين في الكويت. وبتوصية من حسن البنا المؤسس والمرشد العام للإخوان المسلمين أصبح المطوع ضمن أعضاء المجلس التأسيسي للجماعة. ويذكر الشيخ محمد محمود الصواف في كتابه “من سجل ذكرياتي”، أن المطوع “كان على صلة كبيرة بإخوان مصر ومع الإمام البنا”. وبحسب علي الزميع، فإن عبد العزيز التقى أول مرة بمدرس مصري يعمل في بغداد، وكان عضوًا في جماعة الإخوان المسلمين. وبعد لقائه بهذا المعلم، تراسل عبد العزيز مع البنا والتقى به في نهاية المطاف في مصر. سعى عبد العزيز إلى ضم كويتيين آخرين إلى الحركة. قام أولًا بضم شقيقه عبد الله علي المطوع، وقدمه إلى البنا في مكة خلال أداء فريضة الحج.
تمكن المطوع بالتعاون مع عبد العزيز يوسف المزيني من تأسيس أول بناء للإخوان المسلمين في الكويت على شكل شعبة، ثم تقرر أن تكون التسمية مختلفة عن اسم الجماعة الأم فنشأ ما يعرف بـجمعية الإرشاد الإسلامي لتنظيم أنشطة اجتماعية ضمن نشاط الإخوان المسلمين. انتُخِب المطوع ليكون أول مراقب عام لجمعية الإرشاد الإسلامي، في حين تولى رئاسة الجمعية الشيخ يوسف بن عيسى القناعي. كانت أهداف الجمعية نشر الثقافة الإسلامية وبعث روح التدين وعرض الإسلام على أنه عقيدة ونظام عالمي صالح لمعالجة المشاكل الاقتصادية والاجتماعية. تزامن تاريخ تأسيس جمعية الإرشاد الإسلامي مع توافد أعضاء من جماعة الإخوان المسلمين في مصر وبقية فروع الإخوان في المشرق العربي والعالم الإسلامي إلى الكويت بهدف العمل سواء في السلك التعليمي أو في المرافق الأخرى.
وفي شهر أغسطس من عام 1953 أصدرت جمعية الإرشاد مجلة (الإرشاد) لنشر فكر الجمعية وتوجهاتها، ولتكون ناطقة باسمها، وتولى عبد العزيز رئاسة تحريرها، ثم تولى تحريرها في ما بعد عبد الرزاق المطوع، وشاركت شخصيات إسلامية في الكتابة فيها، مثل أبو الأعلى المودودي أمير الجماعة الإسلامية في باكستان، وأبو الحسن الندوي، ومحمد يوسف النجار، وشاكر النتشة من فلسطين، ومصطفى السباعي، المراقب العام للإخوان المسلمين في سوريا، وغيرهم، واستمرت المجلة تصدر شهريًا حتى توقفت نهائيًا بعد أزمة الإخوان المسلمين في مصر منتصف الخمسينيات.
شارك عبد العزيز المطوع في الأعمال الخيرية، كعمارة المساجد حيث جدد مسجد عبد العزيز القناعي عام 1366هـ، في فريج الجناعات، الذي أسسه جده عبد العزيز علي المطوع عام 1284هـ، كما ورد في الموسوعة الكويتية المختصرة لحمد السعيدان. بعد حرب 1967م، أسس لجنة أسماها “اللجنة الإسلامية لمساعدة الفلسطينيين وأسر الشهداء”، وقد تكفلت هذه اللجنة بإعالة أسر الشهداء والأسرى الفلسطينيين على نفقته الخاصة، كما تكفلت بتعليم أبنائهم. كما أنشأ عبد العزيز العلي المطوع “جمعية مصطفى محمود الخيرية” في مصر، ولها عدة فروع في الأماكن التي تكثر فيها الكثافة السكانية، ومن مهام هذه الجمعية تقديم العون للفقراء والمساكين، وكذلك تقديم العلاج المجاني للمرضى، وساهم في إعادة بناء مستشفى قصر العيني بالقاهرة، وعلى أثره وجه إليه الرئيس المصري آنذاك محمد أنور السادات الشكر على مساهمته الخيرية، كما أهداه الرئيس المصري السابق محمد حسني مبارك وسام الاستحقاق من الطبقة الأولى، وذلك في 4 أكتوبر 1982م، وقلده الرئيس مبارك مرة ثانية “وسام الجمهورية من الطبقة الأولى”، وذلك في 15 مارس 1988م، تقديرًا لأعماله الخيرية. تواصلت أعماله الخيرية لتشمل بناء دار لرعاية المسنين بالتعاون مع جمعية دار المسلم التابعة لوزارة الشؤون الاجتماعية المصرية.
كان عبد العزيز المطوع عضوًا في مجلس الأمناء بمركز أكسفورد للدراسات الإسلامية، فقد أنشأ لجنة تتولى الإنفاق على الطلبة الأفارقة الراغبين في التعليم وابتعاثهم إلى مدارس وجامعات مصر وذلك على نفقته الخاصة. وتقديرًا لجهوده وتبرعاته السخية، أسس المركز عام 1993م، بعثة دراسية سنوية باسم عبد العزيز العلي المطوع، تهدف إلى تشجيع البحث في العلوم الإنسانية والاجتماعية ذات العلاقة بالإسلام، وضمت هذه البعثة منطقة آسيا الوسطى. أنشأ عبد العزيز مركزًا للتدريب المهني في مصر بمنطقة بولاق الدكرور، وقد اشترى الأرض وشيد البناء وجهز المركز بالمعدات الفنية والتقنية على نفقته الخاصة، وقد جدده مرة أخرى عام 1987م وألحق به دارًا لتحفيظ القرآن الكريم ومركزًا طبيًا لعلاج الفقراء بالمجان. قام بفتح جمعيات خيرية ومساجد والمكتبات والمعاهد الدراسية في الهند وباكستان وأفغانستان ولبنان وتعاون مع الشيخ عبدالله المحمود، من إمارة الشارقة، حيث شروا بعض الكنائس في الدول الأوربية وتحويلها إلى مساجد.

## مؤلفاته
ألف عدد من الكتب العلمية، منها:
- الرأس والبنكرياس
- خواطر باحث

## وفاته
توفي عبد العزيز علي عبد الوهاب المطوع في السابع عشر من ذي القعدة 1416هـ/ 7 أبريل 1996م على أثر مرض العضال.